# Tardes (Fluss)
Die Tardes [taʁd] ist ein Fluss in Frankreich, der im Département Creuse in der Region Nouvelle-Aquitaine verläuft. Sie entspringt im nordöstlichen Zipfel des Regionalen Naturparks Millevaches en Limousin, im Gemeindegebiet von Basville. Die Tardes entwässert generell in nördlicher Richtung und mündet nach rund 77 Kilometern im Staubereich der Barrage de Rochebut, im Gemeindegebiet von Budelière als linker Nebenfluss in den Cher.

## Orte am Fluss
- Basville
- Crocq
- Saint-Avit-de-Tardes
- La Serre-Bussière-Vieille
- Tardes
- Chambon-sur-Voueize